# Eddie Murphy (calciatore)
Eddie Murphy, diminutivo di Edward Cullinane Murphy (Glasgow, 1º giugno 1934) è un ex calciatore scozzese, di ruolo difensore.

## Caratteristiche tecniche
Era un difensore centrale.

## Carriera
Tra il 1953 ed il 1956 gioca in patria con il Clyde, con cui nell'arco di un triennio disputa complessivamente 26 partite nella prima divisione scozzese. Nel 1956, subito dopo la retrocessione del Clyde in seconda divisione, si trasferisce in Inghilterra all'Oldham Athletic: con i Latics gioca nella terza divisione inglese dal 1956 al 1958 e nel neonato campionato di quarta divisione nella stagione 1958-1959, per un totale di 72 partite in incontri di campionato (che rimangono peraltro le sue uniche in carriera nei campionati della Football League).
Nel 1959 passa quindi ai gallesi del Bangor City, con cui, grazie alla vittoria della Coppa del Galles nella stagione 1961-1962, partecipa alla Coppa delle Coppe 1962-1963: in particolare, Souter gioca tutte e 3 le partite a cui il club prende parte nel torneo stesso (viene infatti eliminato nel primo turno dagli italiani del Napoli perdendo per 2-1 la partita di spareggio in campo neutro, dopo che nella consueta sfida di andata e ritorno ciascun club aveva vinto la propria partita casalinga, rispettivamente con i punteggi di 2-0 per il Bangor City all'andata e di 3-1 per il Napoli al ritorno).

## Palmarès

### Club

#### Competizioni nazionali
- Coppa del Galles: 1

Bangor City: 1961-1962